# راوی شانکار شارما
راوی شانکار شارما (به انگلیسی: Ravi Shankar Sharma) که اغلب با نام کوچکش «راوی» شناخته می‌شود یک موسیقی دان هندی است که موسیقی بسیاری از فیلم‌های هندی و ماله‌ای را ساخته‌است.

## زندگی‌نامه
راوی شارما آهنگ ساز موفقی است که تا به حال برای موسیقی چندین فیلم از جمله: Chaudhvin Ka Chand (۱۹۶۰)، Do Badan (۱۹۶۶)، Humraaz (۱۹۶۷)، Ankhen (۱۹۶۸)، and Nikaah (۱۹۸۲). نامزد دریافت جایزه شده‌است. می‌توان گفت که او بود که ماهندرا کاپور (Mahendra Kapoor) خوانندهٔ معروف بالیوودی را به شهرت رسانید.
بعد از یک حضور موفقیت‌آمیز در فیلم‌های دههٔ ۱۹۵۰ و ۱۹۶۰ هندی؛ او از سال ۱۹۷۰ تا ۱۹۸۲ به‌طور موقت از عرسه آهنگ‌سازی کناره گرفت. اما در سال ۱۹۸۲ او برای فیلم نیکا (Nikaah) و یکی از آهنگ‌های فیلم هندی دیگر آهنگ ساخت.
راوی شارما برندهٔ جوایز متعددی برای فیلم‌های گوناگون شده‌است.

## هندی
| - Ek Saal (۱۹۵۷) - Narsi Bhagat (۱۹۵۷) - Dilli Ka Thug (۱۹۵۸) - Dulhan (۱۹۵۸) - Ghar Sansar (۱۹۵۸) - Mehndi (۱۹۵۸) - Nai Raahen (۱۹۵۹) - Pehli Raat (۱۹۵۹) - Apna Ghar (۱۹۶۰) - Chaudhvin Ka Chand (۱۹۶۰) - حجاب (۱۹۶۰) - Gharana (۱۹۶۱) - Nazrana (۱۹۶۱) - Pyaar Ka Saagar (۱۹۶۱) - Wanted (۱۹۶۱) - China Town (۱۹۶۲) - Rakhi (۱۹۶۲) - Tower House (۱۹۶۲) - Umeed (۱۹۶۲) - Aaj Aur Kal (۱۹۶۳) - Gehra Daag (۱۹۶۳) | - Gumrah (۱۹۶۳) - Nartaki (۱۹۶۳) - Ustadon Ke Ustaad (۱۹۶۳) - Yeh Raaste Hain Pyaar Ke (۱۹۶۳) - Door Ki Awaaz (۱۹۶۴) - Shehnai (۱۹۶۴) - Kaajal (۱۹۶۵) - خاندان (۱۹۶۵) - Waqt (۱۹۶۵) - Do Badan (۱۹۶۶) - Dus Lakh (۱۹۶۶) - Phool Aur Patthar (۱۹۶۶) - Sagaai (۱۹۶۶) - Yeh Zindagi Kitni Haseen Hai (۱۹۶۶) - Aurat (۱۹۶۷) - Humraaz (۱۹۶۷) - Mehrban (۱۹۶۷) - Aankhen (۱۹۶۸) - دو جوانه (۱۹۶۸) - Gauri (۱۹۶۸) - Man Ka Meet (۱۹۶۸) - Neel Kamal (۱۹۶۸) | - Aadmi Aur Insaan (۱۹۶۹) - Anmol Moti (۱۹۶۹) - Badi Didi (۱۹۶۹) - Doli (۱۹۶۹) - Ek Phool Do Mali (۱۹۶۹) - Dharkan (۱۹۷۲) - Dhund (۱۹۷۳) - Mehmaan (۱۹۷۳) - ازدواج در اسلام (۱۹۸۲) - Tawaif (۱۹۸۴) - Albeli (۱۹۵۵) - Ek Alag Mausam (۲۰۰۳) - Vachan (۱۹۵۵) - Modern Girl (۱۹۶۱) - Salaam Memsaheb (۱۹۶۱) - Bombay Ka Chor (۱۹۶۲) - Bahu Beti (۱۹۶۵) - Nai Roshani (۱۹۶۷) - Ek Mahal Ho Sapnon Ka (۱۹۷۵) - Paisa Ya Pyaar (۱۹۶۹) - Chirag Kahan Roshini Kahan (۱۹۵۹) |  |

ماله ای
- Panchagni (۱۹۸۶)
- Nakhakshathangal (۱۹۸۶)
- Kalivaakku  (۱۹۸۶)
- Five Star Hospital
- Oru Vadakkan Veeragatha (۱۹۸۹)
- Vidhyarambham (۱۹۹۰)
- Sargam (۱۹۹۲)
- Sukrutham (۱۹۹۲)
- Ghazal (۱۹۹۳)
- Padheyam (۱۹۹۳)
- Mayookham (۲۰۰۵)
- Parinayam
- Vaishali
- Sumangalee Bhava (۲۰۰۵